# Ко (володар Пархе)
Ко (кор. 고, 高, Go, Ko; кит.: 高; піньїнь: Gāo; Вейд-Джайлз: Ko; пом. 719) — корейський правитель, засновник і перший володар (тійо) держави Пархе.

## Життєпис
Ймовірно мав змішане походження: когурьоське і мохеське (тунгусо-маньчжурське). Старший син когурьоського військовика Де Чунсана з мохеського племені сумо. При народженні отримав ім'я Де Чо Йон (в китайських джерелах як Да Цзожун).
Замолоду брав участь у походах батька, який ймовірно на той час створив племенне об'єднання після загибелі Когурьо в 668 році, контролюючи північні області колишньої держави.
Де Чунсан став союзником киданського хана Лі Цзінчжунна, разом з яким 696 року виступив проти імперії Тан. У 697 році після поразки останнього танські війська виступили проти Де Чунсана та його союзника Геолса Біюя, вождя племен мохе. В цих боях брав участь й Де Чо Йон. У 698 році війська Де Чунсана і Геолса Біюя зазнали поразки, а вони самі загинули. Спільну мохе-когурьоську армію очолив Де Чо Йон, який відступаючи зумів заманити китайську армію у засідку та здобути в битві біля Тяньменьліна перемогу.
Відступ китайців дозволив відвоювати Де Чо Йону землі в північних областях колишньої Когурьо та створити власну державу, яку він назвав Чень. Столицею стало місто Дунмо на горі з відповідною назвою. Сам він прийняв титул тійо (в когурьоському варіанті — тено).
Головну загрозу вбачав в Китаї. Тому вирішив укласти союзи з його супротивниками, відправивши спочатку посольство до тюркського кагана Капагана. Спільне протистояння імперії Тан тривало до 705 року, коли Ко уклав мирний договір з імператором Чжун-цзуном.
Водночас продовжив ворожі дії відносно Сілли, яка була давнім союзником Китая. Для успішної боротьби з нею заклав основи суднобудування, почавши формувати власний військовий флот.
У 712 році перейменував свою державу в Пархе, що значило «держава вчених і поетів». 713 року отримав від танського імператора Сюань-цзуна титул «префектурний ван Пархе». Того ж року відправив війська проти Сілли, які почали боротьбу за долину річки Амнок. Війна тривала до самої смерті правителя Пархе.
Помер у 719 році. Йому спадкував син Де Му Є. Самому Де Чо Йону присвоєно посмертне ім'я «Правитель Ко».